# Barbara Kaczorowska
Barbara Kaczorowska (z domu Szumiło, ur. 21 października 1960 w Połczynie-Zdroju) – polska szachistka, mistrzyni międzynarodowa od 1989 roku.

## Kariera szachowa
Od połowy lat 80. do połowy 90. należała do ścisłej czołówki polskich szachistek. W latach 1978 i 1979 dwukrotnie zdobyła tytuły mistrzyni Polski juniorek do 20 lat. Po raz pierwszy w finale mistrzostw Polski kobiet zagrała w roku 1975 we Wrocławiu. Do roku 1996 w finałach wystąpiła 14 razy, zdobywając trzy medale: złoty (Lublin 1993), srebrny (Poznań 1989) oraz brązowy (Sandomierz 1985). Wicemistrzyni Polski w szachach szybkich (Łuków 1995) oraz brązowa medalistka mistrzostw Polski w szachach błyskawicznych (Kalisz 1993). Trzykrotna drużynowa mistrzyni Polski w drużynie Stilon Gorzów Wielkopolski (Mikołajki 1991, Lubniewice 1993, Lubniewice 1995). W 1989 r. reprezentowała Polskę na turnieju strefowym (eliminacji mistrzostw świata) w Brnie.
Najwyższy ranking w karierze osiągnęła 1 stycznia 1994 r., z wynikiem 2235 punktów dzieliła wówczas 5-6. miejsce (wspólnie z Małgorzatą Bednarską) wśród polskich szachistek.

## Życie prywatne
Mąż Piotr Kaczorowski również szachista.
Córka Małgorzata Kaczorowska - szachistka, mistrzyni Polski w go w parze z Michałem Ramsem
Ojciec Witold Szumiło - szachista, kandydat na mistrza, trener szachowy. Pani Kaczorowska prowadzi wraz z mężem zajęcia dydaktyczne z szachów w wielu warszawskich szkołach.